# Enterprise (Nevada)
Enterprise ist ein Census-designated place im Clark County des US-Bundesstaates Nevada. Zum Census 2020 hatte die Ortschaft 221.831 Einwohner.

## Geographie
Enterprise liegt bei 36°1'53” nördlicher Breite und 115°11'53” westlicher Länge und damit südlich von Las Vegas. Nach Angaben des United States Census Bureau beträgt die Fläche 120,5 km², alles Land.

## Demographie
Beim United States Census 2000 wurden in Enterprise 14.676 Einwohner in 5917 Haushalten und 3804 Familien gezählt. Die Bevölkerungsdichte betrug 116 Einwohner/km². Die Zahl der Wohneinheiten war 6609, das entspricht einer Dichte von 52,5 Wohnungen/km².
Die Einwohner bestanden im Jahre 2000 zu 82,30 % aus Weißen, 3,16 % African American, 0,80 % Native American, 5,19 % Asiaten, 0,55 % Pacific Islanders, 4,04 % stammten von anderen Rassen und 3,96 % von zwei oder mehr Rassen ab. 12,03 % der Bevölkerung gaben beim Census an, Hispanos oder Latinos zu sein.
In 25,1 % der Haushalter lebten Kinder unter 18 Jahren und in 51,7 % der Haushalte lebten verheiratete Paare zusammen, 7,9 % der Haushalte hatten einen weiblichen Haushaltsvorstand ohne anwesenden Ehemann und 35,7 % der Haushalte bildeten keine Familien. 25,0 % aller Haushalte bestanden aus Einzelpersonen und in 5,6 % war jemand im Alter von 65 Jahren oder älter alleinlebend. Die durchschnittliche Haushaltsgröße war 2,47 Personen und die durchschnittliche Familie bestand aus 2,97 Personen.
Von der Einwohnerschaft waren 20,5 % weniger als 18 Jahre alt, 8,9 % entfielen auf die Altersgruppe von 18 bis 24 Jahre, 30,8 % waren zwischen 25 und 44 Jahre alt und 28,4 % zwischen 45 und 64 Jahre. 11,4 % waren 65 Jahre alt oder älter. Das Durchschnittsalter war 39 Jahre. Auf jeweils 100 Frauen entfielen 104,7 Männer; bei den über 18-Jährigen entfielen auf 100 Frauen jeweils 103,5 Männer.
Das Durchschnittseinkommen pro Haushalt betrug 50.667 US-$ und das mittlere Familieneinkommen war 54.841 US-$. Die Männer verfügten durchschnittlich über ein Einkommen von 36.971 US-$, gegenüber 28.446 US-$ für Frauen. Das Pro-Kopf-Einkommen belief sich auf 14.063 US-$. Etwa 6,6 % der Familien und 8,6 % der Bevölkerung lebten unterhalb der Armutsgrenze; dies betraf 12,1 % derer unter 18 Jahren und 7,2 % der Altersgruppe 65 Jahre oder älter.